# Sistema Leitner

Nel sistema Leitner, le flashcard a cui viene risposto correttamente sono avanzate al livello successivo nello scomparto riferito alle ripetizioni meno frequenti, mentre quelle a cui si è risposto in modo errato vengono arretrate al primo livello, richiedente più ripetizioni.

Un metodo alternativo in cui le flashcard a cui si è risposto in modo errato sono arretrate solo di uno scomparto.

Il sistema Leitner è un efficiente metodo di revisione delle flashcard che fu creato dal giornalista scientifico Sebastian Leitner negli anni settanta. È una tecnica basata sul principio della ripetizione dilazionata, dove le flashcard sono ripetute dopo intervalli temporali via via più lunghi.

## Metodo
In questo metodo le flashcard sono ordinate secondo dei gruppi (indicati da scomparti ordinati della scatola di Leitner) stabiliti dal "grado di conoscenza" o di apprendimento della persona che effettua le ripetizioni. Durante la verifica si prova a rispondere correttamente al quesito della flashcard. Se la risposta è corretta, si sposta la flashcard nel gruppo "superiore"; se è errata, è retrocessa nel gruppo "inferiore". Ogni gruppo ha un periodo di tempo prestabilito rispettivamente più o meno lungo prima della prossima ripetizione delle flashcard in essi contenuti.

## Esempi

### Tre gruppi

Animazione di tre sessioni di ripetizioni (clicca per ingrandire).

Si supponga di avere una scatola di Leitner con 3 gruppi (schematizzati mediante 3 scomparti) di flashcard, chiamati "gruppo 1", "gruppo 2" e "gruppo 3". Le flashcard del gruppo 1 sono quelle per cui si commette più errori durante le ripetizioni, quelle del gruppo 3 invece quelle che si conoscono molto bene . Ad esempio si potrebbe scegliere di studiare le flashcard del gruppo 1 una volta al giorno, del gruppo 2 ogni 3 giorni, del gruppo 3 ogni 5 giorni. Se si risponde correttamente a una flashcard del gruppo 1, questa viene promossa al gruppo 2; allo stesso modo una del gruppo 2 viene promossa al gruppo al 3. Se si commette un errore con delle flashcard del gruppo 2 o 3, vengono arretrate al primo gruppo e la persona che le revisiona dovrà studiarle con una maggiore frequenza.
Il vantaggio di questo metodo è che la persona può focalizzarsi maggiormente sulle flashcard che risultano più difficili, che quindi rimangono più a lungo "bloccate" nei primi gruppi. Il risultato idealmente è una riduzione del tempo di studio necessario.

### Livelli di preparazione
Questo esempio utilizza 5 livelli di preparazione e 12 set di flashcard. Quelle a livello di preparazione 1 sono ripetute ad ogni sessione di revisione; quelle a livello di preparazione 5 sono ritirate e non vengono più ripetute. Quelle ai livelli 2, 3 e 4 sono revisionate rispettivamente ogni seconda, terza e quarta sessione di revisione.
Le sessioni di revisione sono numerate da 0 a 9, così il conteggio ricomincia da capo (ovvero, 0, 1, 2, ... 8, 9, 0, 1, 2 ...eccetera). Le flashcard del livello 1 sono nel "set corrente"; quelle del livello 5 sono nel "set ritirato"; tutte le altre sono in 1 di questi 10 set in "progressione", ognuno dei quali comincia con una "flashcard titolo" con un codice di 4 digit :
- 0-2-5-9
- 1-3-6-0
- 2-4-7-1
- 3-5-8-2
- 4-6-9-3
- 5-7-0-4
- 6-8-1-5
- 7-9-2-6
- 8-0-3-7
- 9-1-4-8

Se una persona risponde correttamente a una flashcard del set corrente, questa viene trasferita nel set in progressione che comincia col numero di quella sessione; (per esempio, la risposta corretta a una flashcard durante la sessione di revisione numero 6, implica il trasferimento della card dal set corrente al set 6-8-1-5). Le flashcard di questo set quindi sono revisionate ogniqualvolta un numero del set titolo coincide col numero della sessione; (per esempio, le flashcard del set 6-8-1-5 saranno ripetute ancora nelle sessioni 8, 1 e 5). Se la persona ha difficoltà con una flashcard durante una revisione successiva, questa è trasferita di nuovo nel set corrente; altrimenti rimane nel set in progressione. Quando la persona risponde correttamente a una flashcard durante una sessione che coincide con l'ultimo numero del set (per esempio, la sessione 5 del set 6-8-1-5), quella flashcard va nel set "ritirato", e la flashcard di titolo per quel set in progressione è liberata per usarla nella sessione successiva.

## Revisione automatica
Idee simili a quelle del sistema Leitner sono state implementate in un certo numero di programmi per l'apprendimento assistito (CALL, computer-assisted language learning) e software di flashcard. La maggior parte di questi software utilizza delle cosiddette flashcard "elettroniche".